# John Andrew Mara
Pour les articles homonymes, voir John Mara et Mara.
John Andrew Mara (7 mai 1839-8 avril 1935) est un homme politique canadien de la Colombie-Britannique. Il est député fédéral conservateur de la circonscription britanno-colombienne de Yale de 1887 à 1896.
Il est aussi député provincial indépendant de la circonscription britanno-colombienne de Kootenay de 1871 à 1875 et de Yale de 1875 à 1886.

## Biographie
Né à Toronto dans le Haut-Canada, Mara possédait un large ranch entre Enderby et Sicamous dans la région d'Okanagan et de Shuswap. Le lac Mara et le village de Mara sont nommés en son honneur.
La femme de Mara, Alice, est la fille de Francis Jones Barnard (en), fondateur de Barnard's Express (en). Son beau-frère est Francis Stillman Barnard, le 10e lieutenant-gouverneur de la Colombie-Britannique.